# August Willich

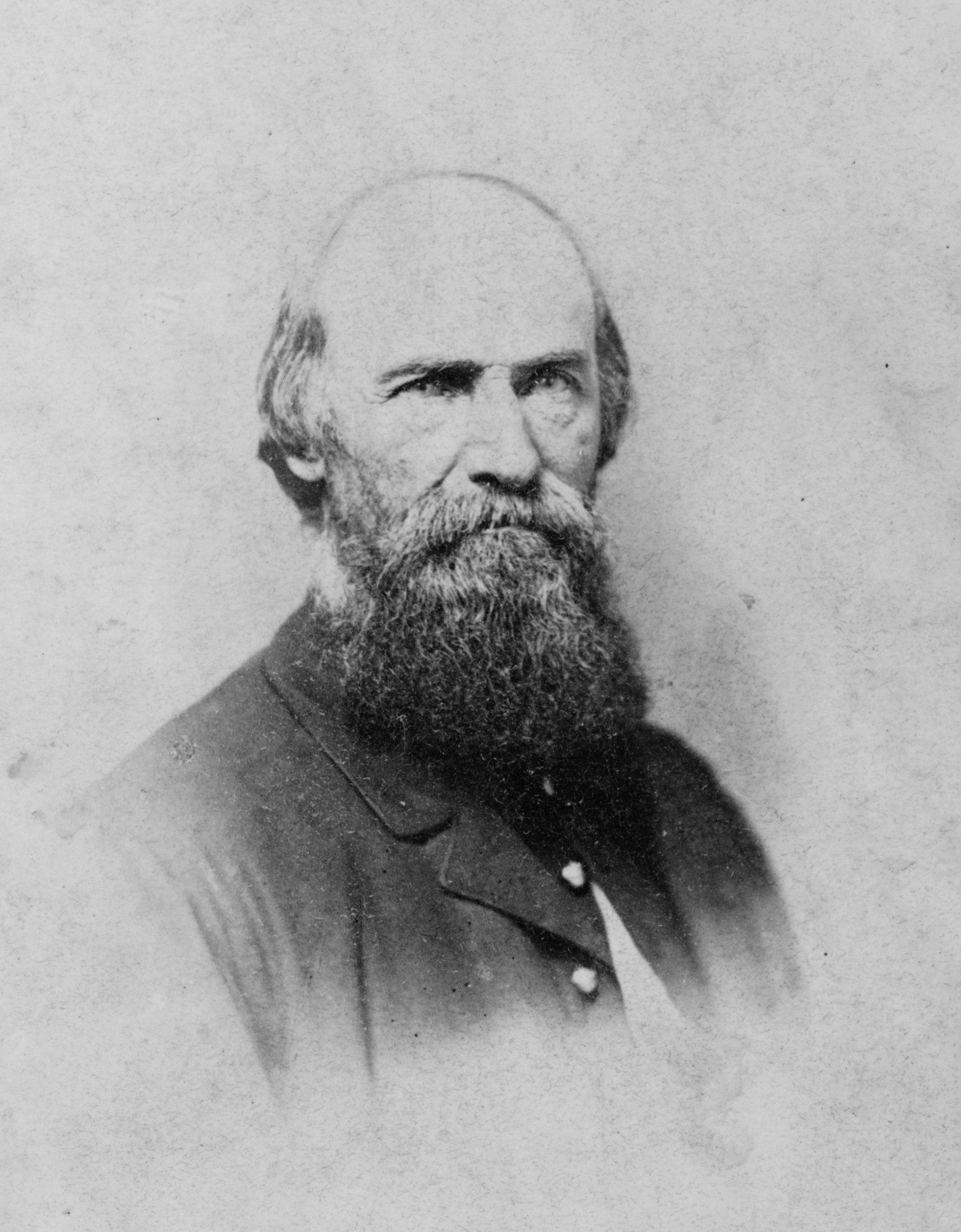
Willich som överste i USA:s armé.

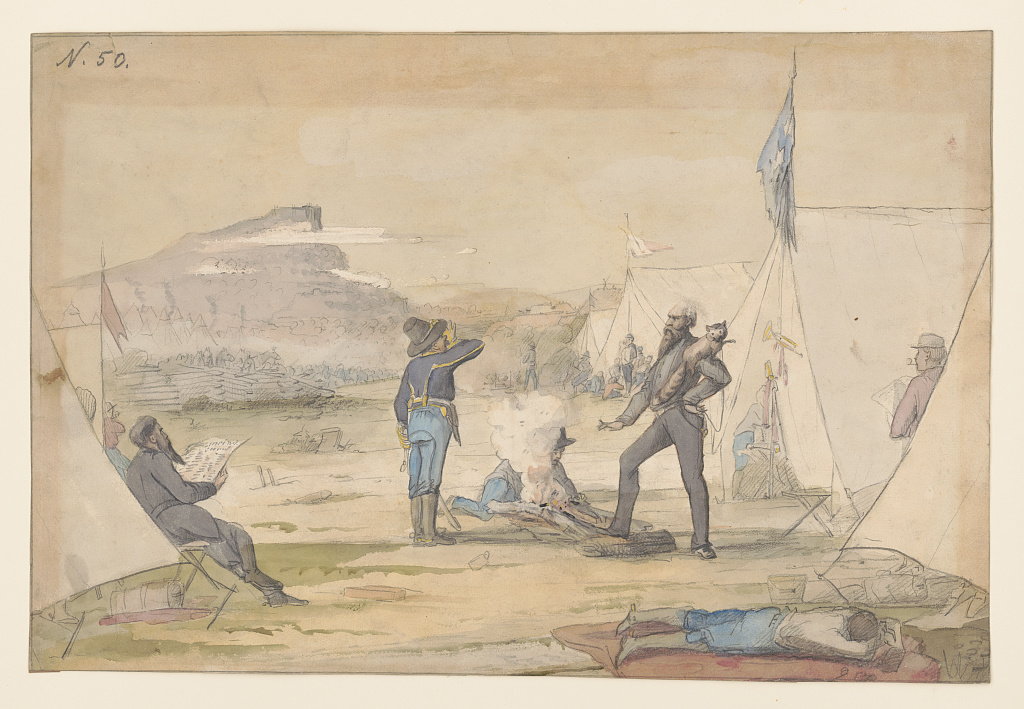
Willich vid Lookout Mountain i Tennessee.

Johann August Ernst von Willich, efter att ha avsagt sig sitt adelskap August Willich, född i 1810 i Braunsberg i Östpreussen, död 23 januari 1878 i St. Mary's i Ohio, var en preussisk-amerikansk militär och kommunist. Under amerikanska inbördeskriget var han general i USA:s armé.
August von Willich föddes i Braunsberg i provinsen Östpreussen. Hans far var husarkapten i Napoleonkrigen men dog när August endast var tre år gammal, och han och hans bror togs därför hand om av teologen Friedrich Schleiermacher (vars fru var släkt med Willich) och dennes familj. Han inträdde i militärakademin i Potsdam vid tolv års ålder och gjordes när han var 18 till underlöjtnant inom artilleriet i Preussens armé. Han steg i graderna till kapten men blev tillsammans med yngre officerare i sin brigad intresserad av republikanism och skickade år 1846 ett uppsägningsbrev med radikala budskap. Detta ledde till att han arresterades och ställdes inför militärdomstol, men friades. Han avgick sedan som officer och blev istället snickare. Under revolutionen 1848-1849 reste han till Baden med sina vänner från armén (bland andra Friedrich Hecker och Carl Schurz) och ledde en provisorisk styrka beväpnade arbetare som fick smeknamnet "Willichs frikår" och använde arbetarrevolutionens röda flagga för första gången i historien. 
Willich flydde till Schweiz efter revolutionen slagits ned, och han flyttade sedan till England, där han blev en av ledarna för en antimarxistisk kommunistisk grupp. År 1853 flyttade han till USA där han först arbetade på ett skeppsvarv men blev fem år senare journalist i Cincinnati där han arbetade på den tyskspråkiga vänstertidningen Republikaner. När amerikanska inbördeskriget bröt ut 1861 var tusentals tyskamerikaner frivilliga i militären, och Willich blev assistent till översten i ett av dessa regementen, Ohios 9:e, och tränade det med preussisk taktik. Hösten samma år erbjöds han av Indianas guvernör att bli överste för delstatens tyska regemente, vilket han tackade ja till. Han tränade även detta regemente med sitt hemlands taktiker, så framgångsrikt att dess mindre än 500 man kunde besegra en konfedererad styrka på 1300 inklusive Texas Rangers. Detta gav både honom och regementet stor prestige, och året efter gjordes han till brigadgeneral. I slaget vid Stone River i slutet av 1862 togs han till fånga och var i fiendens händer i flera månader, men han släpptes nästa år och fortsatte kämpa i nordstatsarmén fram till året efter krigets slut, och upphöjdes tillfälligt till generalmajor.  Efter kriget återvände han till Cincinnati och var kommunrevisor i tre år. Han kom tillbaka till sitt hemland vid tiden för fransk-tyska kriget då han erbjöd sina tjänster till kungen som han tidigare försökt störta, men han nekades på grund av sin ålder. Istället studerade han filosofi i Berlin, innan han återvände till USA och bosatte sig i St. Mary's i Ohio, där han dog år 1878.